# Omak Siuriun
Omak Siemionowicz Siuriun (ros. Омак Семёнович Сюрюн; ur. 2 stycznia 1988) – rosyjski zapaśnik tuwińskiego pochodzenia, startujący w stylu wolnym. Czwarty w Pucharze Świata w 2015. Trzeci na wojskowych MŚ w 2017. Wicemistrz Rosji w 2014 i trzeci w 2012, 2013 i 2017 roku.